# Cloudbleed
Cloudbleed — це помилка безпеки, яка впливає на зворотні проксі Cloudflare і була виявлена 17 лютого 2017. Це призвело до того, що їх прикордонні сервери (англ. edge servers) почали виходити за межі буфера і повертати вміст пам'яті, що містить особисту інформацію, таку як HTTP куки, маркери аутентифікації, тіла HTTP POST і інші конфіденційні дані. В результаті дані від клієнтів Cloudflare просочилися і перейшли до інших клієнтів Cloudflare, які опинилися в пам'яті сервера в цей конкретний момент. Деякі з цих даних опинилися в кеші пошукових систем.

## Відкриття
Про відкриття повідомила команда Google Project Zero. Назву дав Тавіс Орманді, який повідомив про помилку в Cloudflare і пожартував з цього приводу назвавши його Cloudbleed після появи найвідомішої помилки безпеки 2014 року — Heartbleed.

## Схожість з Heartbleed
Насправді ці дві помилки є досить різними. Від вразливості Heartbleed постраждали 500 000 вебсайтів, а від Cloudbleed за тільки близько 3 400. Але в цій цифрі може міститися більша небезпека. Справа в тому, що з цих 3 400 вебсайтів витекли особисті дані інших клієнтів Cloudflare. Тобто, фактична кількість вебсайтів і людей, які постраждали від помилки, може бути набагато більше.

## Чи небезпечний Cloudbleed зараз?
Помилка була усунута Cloudflare протягом 44 хвилин після її виявлення, а повне вирішення проблеми в безпеці вдалося виконати протягом 7 годин. Але помилка, як вважають, вплинула на вебсайти. Тому варіант вторинного прояву тут сумісний в міру того, як компанії будуть дізнаватися про помилку і про можливий витік інформації своїх клієнтів.

## Як захистити себе від можливого прояву помилки?
Насправді, захиститись від попереднього ураження вже неможливо. Але при подальшому прояві Cloudbleed потрібно бути напоготові. Перш за все змініть свої паролі на більш складні, якщо потрібно то використовуйте для цього різні сервіси з генеруванням складних паролів. Якщо якийсь вебсервіс пропонує Вам захиститись двоступеневою верифікацією, то погоджуйтесь, адже це зменшує шанси втратити свої данні.